# Mimitla
Mimitla är en ort i Mexiko.   Den ligger i kommunen Chiconcuautla och delstaten Puebla, i den sydöstra delen av landet, 140 km nordost om huvudstaden Mexico City. Mimitla ligger 1 637 meter över havet och antalet invånare är 104.
Terrängen runt Mimitla är huvudsakligen kuperad, men västerut är den bergig. Runt Mimitla är det ganska tätbefolkat, med 160 invånare per kvadratkilometer. Närmaste större samhälle är Huauchinango, 14,9 km nordväst om Mimitla. I omgivningarna runt Mimitla växer i huvudsak blandskog.